# Doja Cat
Amala Ratna Zandile Dlamini (Tarzana, 21 d'octubre de 1995), coneguda professionalment com a Doja Cat, és una rapera i cantant estatunidenca. Nascuda i criada a Los Angeles, Califòrnia, va començar a fer i publicar música a SoundCloud quan era adolescent. La seva cançó "So High" va cridar l'atenció de Kemosabe i RCA Records, amb la qual va signar un contracte discogràfic conjunt als 17 anys, i posteriorment va publicar el seu EP debut Purrr! el 2014.
Després d'una pausa per llançar música i el llançament sense incidents del seu àlbum d'estudi debut, Amala, Doja Cat va obtenir un èxit viral com a meme a Internet amb el seu senzill "Mooo!" del 2018, una cançó novedosa en què fa afirmacions satíriques sobre ser una vaca. Aprofitant la seva creixent popularitat, va llançar el seu segon àlbum d'estudi, Hot Pink, l'any següent. Va arribar al top 10 del Billboard 200 dels EUA i va generar el senzill "Say So", que va encapçalar la llista Billboard Hot 100 després del llançament d'un remix amb Nicki Minaj. Aquest àlbum va ser seguit per Planet Her, que va passar tres setmanes consecutives al número dos del Billboard 200 i va generar els senzills "Kiss Me More" (amb SZA), "Need to Know" i "Woman".
Descrita per The Wall Street Journal com "una rapera tècnica hàbil amb un fort sentit melòdic i una presència visual atrevida", Doja Cat és coneguda per crear vídeos musicals i cançons que aconsegueixen popularitat en xarxes socials com TikTok. També és molt versada en Internet, i és famosa per la seva personalitat absurdament humorística i la seva presència en línia. Doja Cat ha rebut nombrosos reconeixements al llarg de la seva carrera, incloent onze nominacions d'un premi Grammy, cinc Billboard Music Awards, cinc American Music Awards i tres MTV Video Music Awards.